# روخيليو سالسيدو
روخيليو سالسيدو (بالإسبانية: Rogelio Salcedo) هو دراج تشيلي، ولد في 15 أبريل 1925 في سان أنطونيو (تشيلي) في تشيلي، وتوفي في 23 يناير 1955.

## وصلات خارجية
- روخيليو سالسيدو على موقع إحصائيات الدراجات الإحترافية (الإنجليزية)
- روخيليو سالسيدو على موقع أوليمبيديا (الإنجليزية)